# Лібрусек
Лібрусек — російськомовний бібліотечний інтернет-портал, що надає можливість читати і завантажувати тексти книг, в тому числі порушуючи авторське право. Згідно з правилами порталу, Лібрусек діє за законами Еквадору, де проживає власник порталу Ілля Ларін. Користувачам пропонується утриматися від використання сайту, якщо це суперечить законодавству їх країни. До 2009 року в опублікованому на сайті «Маніфесті піратів» бібліотека позиціонувала себе як «співтовариство піратів» і відкрито декларувала неприйняття існуючої ситуації з авторськими правами і нехтування інтересами власників авторських прав на книги. Як рушій бібліотеки використовується вільна CMS Drupal з оригінальним бібліотечним модулем. Управління сайтом засноване на принципі вікі.

## Історія бібліотеки
Заснована 10 червня 2007 Іллею Ларіним і поповнюється зусиллями користувачів Інтернету. Такий спосіб комплектування забезпечує «Лібрусеку» виключно широке і, в ряді випадків, оперативне наповнення за рахунок копіювання текстів з різних джерел, що позначається в деяких випадках негативно (помилками, пропусками) на якості текстів. Частка оцифрованих користувачами бібліотеки матеріалів має тенденцію до зростання.
На початку березня 2008 року бібліотека перейшла на новий хостинг в Малайзії, але тут же піддалася розподіленій DoS-атаці. Про це повідомив Ілля Ларін у своєму блозі.
У 2009 році сайт продовжував активно розвиватися, збільшувалась кількість користувачів бібліотеки, кілька авторів співпрацюють з цим інтернет-порталом, викладаючи там свої твори.
За даними сервера, де розташований сайт, 13 березня 2009 року число відвідувань на добу перевищила 100 000. Станом за перші два тижні червня 2009 року сайт відвідали близько 1.5 млн разів. Восени 2009 року через DoS-атаку відвідуваність сайту впала більш ніж в 10 разів.
Протягом усього часу свого існування бібліотека піддається регулярній критиці з боку осіб та організацій, що борються за дотримання авторського права в мережі Інтернет.
1 липня 2009 творці бібліотеки оголосили про відкриття, а 15 липня 2009 року відкрили власний торент-трекер. Власник сервера оголосив про цю подію наступними словами: «Міцно стомившись натикатися на закриті правовласниками роздачі, ми вирішили підняти власний трекер. Не тільки під книги — під усе. Сподіваємося, він виявиться корисним».
У серпні 2009 року у відповідь на претензії творці бібліотеки уклали угоду з інтернет-видавництвом електронних книг Літрес. Суть угоди полягає в тому, що нові книги, що продаються електронним магазином «Літрес», не будуть доступні для скачування на Лібрусеці протягом місяця з моменту їхнього виходу. Книги будуть доступні для онлайн-перегляду, супроводжуваного показом реклами, дохід від якої буде отримувати видавництво Літрес. На час введення механізму в дію заборонено додавання в бібліотеку книг деяких авторів. Дане зміна викликала різке неприйняття у багатьох активних учасників.
У листопаді 2009 року після найбільшої в історії сайту DoS-атаки Ларін рішуче змінив політику ресурсу. Спочатку було введено примусове перенаправлення анонімних користувачів на платні електронні магазини при спробі завантажити книгу. Потім, 26 листопада 2009 року, доступ до сайту був обмежений і для зареєстрованих користувачів. З цього часу вартість доступу на Лібрусек становить 10$ на місяць для всіх, крім бібліотекарів. Ларін підкреслив, що зроблено це було для того, щоб остаточно легалізувати сайт, і заявив, що політика вільного доступу до інформації не означає її безкоштовності (див. http://lib.rus.ec/node/181009 [Архівовано 2 грудня 2011 у Wayback Machine.]). Як і в попередньому випадку, багато активних учасникиів ресурсу заявили про незгоду з політикою адміністрації і покинули Лібрусек.
Проте 30 листопада 2009 року керівництво «Літрес» спростувало інформацію Ларіна про швидку легалізацію Лібрусека і заявило, що мови про це взагалі йти не може, принаймні до тих пір, поки Лібрусек регулярно віддзеркалюється. У той же день знову проявилися проблеми з доступом до бібліотеки через претензії правовласників, пред'явлених хостерам Лібрусека з afraid.org.
3 грудня 2009 Ларін підтвердив прагнення бібліотеки знайти легальний статус і уточнив, що абонентська плата буде стягуватися ресурсом imobilco.ru для подальшого перерозподілу між видавництвами. У той же час можливість читання онлайн зберігається для всіх користувачів сайту, в тому числі і для анонімних, причому функція копіювання вмісту в буфер обміну реалізована без обмежень.
Значна кількість активістів сайту демонстративно відмовилася від абонемента і навіть від привілейованих умов його отримання, заявивши про принципове несприйняття нової позиції адміністратора. В наш час[коли?] вони проводять роботу по відтворенню вільної електронної бібліотеки на новому сервері (www.flibusta.net), зі збереженням накопиченого для Лібрусека контенту, проте такими програмними засобами, щоб виключити в майбутньому можливість DoS-атак і блокувань з боку хостерів. Для цього вони розглядають можливість вдатися до пірингової політики.
Першого грудня російський телеканал «Вести» випустив в ефір передачу про те, що «одна з найбільших піратських гаваней Рунета здається без бою». «Така концентрація марення, обману і пересмикувань, я аж заколдобився» — прокоментував це Ілля Ларін.

## Основна інформація
Ім'я «Лібрусек» походить від доменного імені lib.rus.ec, утвореного за допомогою додавання префікса lib до вже наявного у Ларіна сайту, що представляє російськомовне співтовариство в Еквадорі rus.ec. За словами Ларіна, назву слід вимовляти з наголосом на другий склад.
Книги в бібліотеці зберігаються в різних форматах (PDF, DjVu, HTML, txt тощо), проте перевага віддається формату FictionBook (FB2). Існує можливість он-лайнового читання текстових форматів (txt, rtf, doc).
Більшість літератури — російською мовою, проте є також велика добірка текстів українською, білоруською, англійською, німецькою, французькою, іспанською та іншими мовами.
Управління сайтом здійснюється за принципом вікі. Будь-який зареєстрований користувач, після двох днів після реєстрації, може додавати книги і редагувати метаінформацію про книгу, автора тощо. В бібліотеці є група привілейованих користувачів — бібліотекарі, в завдання яких входить боротьба зі спамом і антивандальні дії.

### Статистика
Станом на 23 січня 2011 року в бібліотеці налічується 164 380 томів книг різних форматів (211 гігабайт). Тут можна знайти книги 65 285 авторів. Зареєстрованих користувачів 631 051, протягом місяця в бібліотеку було додано 4734 різних книг, як куплених в «Літрес», так і скопійованих з інших бібліотек, що займаються скануванням і OCR. З листопада 2008 року по березень 2010 року спеціально для Лібрусека була створена з нуля 1031 електронна книга.
У результаті названої вище діяльності користувачів ресурсу Лібрусек є однією з найбільших електронних бібліотек за кількістю текстів. У 2009 році на конкурсі РОТОР Лібрусек був визнаний найкращою мережевою бібліотекою року, обійшовши в тому числі сайт Lib.ru.

## Атаки на бібліотеку
За заявами засновників сайту, Лібрусек тривалий час регулярно перебуває під DoS-атакою. Існує думка, що за даною атакою стоять представники ТОВ «Літрес», але явних доказів причетності даного об'єднання немає. За словами генерального директора ТОВ «Літрес» Олексія Кузьміна, інформація про причетність Літрес до атаки є невдалим піаром Лібрусека.

### Ідеологія проекту Лібрусек
Ідеологію проекту можна висловити однією фразою: інформація повинна бути вільна. Проект позиціонує себе як вільну мережеву бібліотеку, в яку кожен може додати будь-яку книгу, і кожен може без обмежень завантажити будь-який наявний контент.
У 2008 році одним з користувачів порталу з ніком red-fox, був опублікований так званий «маніфест піратів». Творець Лібрусека Ілля Ларін не є автором тексту. Маніфест широко обговорювався на форумі і отримав негативну оцінку від багатьох користувачів Лібрусека. В наш час[коли?] «маніфест піратів» видалено зі сторінки порталу і існує лише у вигляді кількох коротких цитат на форумі.
Маніфест піратів: «Ми — люди, які люблять книги. Не авторів, не гроші, не законність і справедливість. Лише книги. Як особи ми можемо висловлювати будь-які думки, придумувати будь-які пояснення, але як спільнота піратів — ми висловлюємо тільки свою безмежну любов до книг. Саме в цьому наша сила і наша слабкість. Тому в Лібрусека присутня велика рівність авторів. Позиція авторів нас не хвилює. Їх особи теж. Ми беремо всіх. І поводимося з усіма однаково. Єдина форма кооперації з авторами — поліпшення якості викладених книг. Без умов. І на будь-яке обмеження нашого захоплення книгами ми піднімемо рев і з'їмо опонента з кістками і без солі».

## Проблеми с законом

### Претензії правовласників
З точки зору правовласників, Лібрусек порушує закон про авторське право. Застосовність законів Російської Федерації до бібліотеки, розташованої за кордоном, правовласники аргументують тим, що цільовою аудиторією є російськомовне населення. Це не зовсім точне твердження: в бібліотеці знаходяться і книги українських, англійських авторів тощо. Тобто інтернет-портал порушує права не тільки російськомовних авторів.
Крім того, Еквадор є членом основних угод про авторське право (Бернської конвенції, Всесвітньої конвенції про авторське право), а також членом СОТ, що зобов'язує його дотримуватися угоди TRIPS. Це означає, що в Еквадорі знаходяться під охороною твори, створені у всіх країнах-учасницях даних конвенцій, в тому числі і в Росії. Але оскільки бібліотека використовує хостинг, створений спеціально для спамерів і ботнетів, пред'явлення заснованих на законі претензій ускладнене.
Сергій Лук'яненко висловлював невдоволення з приводу викладених на Лібрусеці матеріалів, попросив Іллю Ларіна та всіх користувачів бібліотеки прибрати його тексти з безкоштовного доступу. Книги були на короткий час видалені, а потім замінені екземплярами, що мають більш високу якість вичитування.
Правовласники часто називають Лібрусек піратською бібліотекою. Прихильники і автори проекту взяли це слово (див. «Маніфест піратів»), але вкладають у нього дещо інший сенс («Інформація повинна бути вільною»).

### Судові позови та рішення
У липні 2010 року суд Центрального району м. Комсомольська-на-Амурі Хабаровського краю постановив обмежити доступ до ряду інтернет-ресурсів, в тому числі lib.rus.ec (у постанові помилково написано lib.rus), на яких розміщувалися екстремістські матеріали, а саме книга «Моя боротьба» Адольфа Гітлера. Втім, такі широкі ІТ-заборони в російській судовій практиці не поодинокі — в серпні 2010 були поставлені поза законом деякі файли на дисках користувачів.